# Whistling Down the Wire
| Recensione              | Giudizio |
| ----------------------- | -------- |
| AllMusic                |          |
| Dizionario del Pop-Rock |          |
| 24.000 dischi           |          |

Whistling Down the Wire è il terzo album di "Crosby & Nash" (sulla copertina frontale dell'ellepì appare accreditato a "Crosby-Nash" mentre su vinile come "David Crosby/Graham Nash"), pubblicato dall'etichetta discografica ABC Records nel giugno del 1976.

## Tracce

### LP
Lato A (ABCD 956-A)
1. Spotlight – 2:49 (Danny Kootch, Graham Nash)
2. Broken Bird – 2:42 (Graham Nash, David Crosby)
3. Time After Time – 2:30 (David Crosby)
4. Dancer (Strumentale) – 4:48 (musica: David Crosby)
5. Mutiny – 4:44 (Graham Nash)

Lato B (ABCD 956-B)
1. J.B.'s Blues – 2:40 (Graham Nash)
2. Marguerita – 4:11 (Graham Nash)
3. Taken at All – 3:06 (Graham Nash, David Crosby)
4. Foolish Man – 4:27 (David Crosby)
5. Out of the Darkness – 4:22 (Craig Doerge, Graham Nash, David Crosby)

## Musicisti
- David Crosby – voce, chitarra acustica
- Graham Nash – voce, chitarra acustica, chitarra elettrica, armonica
- David Lindley – chitarra elettrica, chitarra slide, violino, viola, chitarra pedal steel
- Danny Kootch – chitarra elettrica, dobro
- Craig Degree – pianoforte acustico, pianoforte elettrico, organo, armonica a bicchieri
- Laura Allen – zither
- Tim Drummond – basso
- Russ Kunkel – batteria, percussioni
- Lee Holdridge – arrangiamento strumenti a corda (brani: "Dancer" e "Out of the Darkness")
- Sid Sharp – orchestra leader

Note aggiuntive
- David Crosby e Graham Nash – produttori
- Registrazioni effettuate al "Sound Labs" (Los Angeles) e al "Rudy Records" (San Francisco)
- Don Gooch e Stephen Barncard – ingegneri delle registrazioni
- Mastering effettuato da "Lanky" al "ABC Studios" di Los Angeles, California
- Gary Burden (per la "R. Twerk & Company") – art direction e design copertina album
- Joel Bernstein – foto copertina album [6]

## Classifica
Album
| Anno | Classifica     | Posizione raggiunta |
| ---- | -------------- | ------------------- |
| 1976 | Top LPs & Tape | 26                  |

Singoli
| Anno | Titolo del brano    | Classifica        | Posizione raggiunta |
| ---- | ------------------- | ----------------- | ------------------- |
| 1976 | Out of the Darkness | Billboard Hot 100 | 89                  |